# إيكاترينا شيريميتيفا
إيكاترينا أليكساندروفنا شيريميتيفا (الروسية:Екатерина Александровна Шереметьева ؛ ولدت في 26 أغسطس 1991) هي لاعبة متزلجة روسية سابقة مع ميخائيل كوزنتسوف ، حصلت على الميدالية الفضية في نهائي سباق الجائزة الكبرى للناشئين لعام 2007.